# Арбанашко
Арбанашко (на македонска литературна норма: Арбанашко) е село в Северна Македония, в община Старо Нагоричане.

## География
Селото е разположено в областта Средорек в най-западните склонове на планината Герман.

## История
Селото е споменато като Арбанаси в Първа Архилевицка грамота от 1354/5 г. като дарение от севастократор Деян в полза на църквата в Архилевица. През 1378 - 1379 година наследниците на Деян - Йоан и Константин Драгаш - даряват църквата Архилевица с всичките ѝ имоти на манастира Хилендар в Света гора.
В османски данъчни регистри на немюсюлманското население от вилаета Кратова от 1618/1619 година селото е отбелязано под името Арбанашка с 15 джизие ханета (домакинства).
В края на XIX век Арбанашко е българско село в Кумановска каза на Османската империя. Според статистиката на Васил Кънчов („Македония. Етнография и статистика“) от 1900 година Арбанашко е населявано от 280 жители българи християни.
Цялото християнско население на селото е под върховенството на Българската екзархия. По данни на секретаря на екзархията Димитър Мишев („La Macédoine et sa Population Chrétienne“) в 1905 година в Арбанашко има 280 българи екзархисти и в селото функционира българско училище. Други данни сочат, че по това време селото, което брои 42 къщи, става сърбоманско.
В учебната 1907/1908 година според Йован Хадживасилевич в селото има патриаршистко училище.
По време на Първата световна война Арбанашко е част от Рамновска община има 239 жители.
Според преброяването от 2002 година селото има 40 жители.
| Националност     | Всичко |
| северномакедонци | 38     |
| албанци          | 0      |
| турци            | 0      |
| роми             | 0      |
| власи            | 0      |
| сърби            | 1      |
| бошняци          | 0      |
| други            | 1      |

## Личности
Родени в Арбанашко
- Бойко Христов, български опълченец, IV опълченска дружина, умрял преди 1918 г.[9]
- Петър Караманов, български просветен и обществен деец